# فرودگاه بایکیت
فرودگاه بایکیت (به روسی: Аэропорт Байкит) فرودگاهی عمومی واقع در بایکیت در کشور روسیه است.

## شرکت‌های هواپیمایی و مقصدهای پروازی
| شرکت‌های هواپیمایی | مقصدهای پروازی |
| ----------------- | -------------- |
| ایر آئرو          | ایرکوتسک       |
| KrasAvia          | تولمچوا        |
| نورداستار         | یملیانو        |